# حسین فاطمی
سید حسین فاطمی (۲۱ بهمن ۱۲۹۶ – ۱۹ آبان ۱۳۳۳) معروف به دکتر فاطمی سیاستمدار و روزنامه‌نگار ایرانی بود که از ۱۳۳۱ تا ۱۳۳۲ به‌عنوان وزیر امور خارجه فعالیت کرد. طرح «جمهوری» در آن مقطع از سوی فاطمی بوده است.
به گفتهٔ محمد مصدق، فکر ملی شدن نفت پیشنهاد فاطمی بود و همچنین ایده تشکیل جبهه ملی را مطرح کرد. فاطمی را همراه با علی شایگان از چهره‌های برجسته جناح چپ دولت مصدق می‌نامیدند. 
او به فاصله سه سال، دو بار ترور شد؛ بار اول توسط محمدمهدی عبدخدایی در ۱۳۳۰ و بار دوم توسط شعبان جعفری در ۱۳۳۲ که هر دو بار هم جان سالم به در برد. 
فاطمی همچنین در دوران وزارت بالاترین نشان کشوری معروف به «نشان همایون» را از دست شاه دریافت کرد.
وی پس از کودتای ۲۸ مرداد محاکمه و  اعدام شد.

## اوایل زندگی و خانواده
حسین فاطمی در سال ۱۲۹۶ در خانواده‌ای روحانی در نائین متولد شد. البته در تاریخی که پشت قرآن تولد سید حسین را ذکر کرده نیم‌روز عاشورای سال ۱۳۳۸ هجری قمری است که برابر ۱۲ مهر ۱۲۹۸ خورشیدی می‌باشد. پدرش سید علی محمد معروف به سیف العلماء از روحانیون طراز اول نایین محسوب می‌شد. حسین یک خواهر به نام بانو سلطنت فاطمی و سه برادر به نام‌های فرج‌الله مصباح فاطمی، نصرالله سیف پور فاطمی و سید محمد خان معصومی داشت. خانواده او از سادات طباطبایی و از نوادگان قاضی نورالهدی نائینی بودند. حسین پس از طی کردن دوره ابتدایی به اصفهان عزیمت کرد و در دبیرستان سعدی به تحصیل پرداخت. در دوران دبیرستان نخستین تجربه‌های روزنامه‌نگاری‌اش را در نشریه هفتگی «باختر» کسب کرد، «باختر» توسط برادر بزرگ‌ترش، نصرالله سیف‌پور، مدیریت می‌شد. دو سال پس از همکاری با برادرش در پی اختلاف‌نظری که با او پیدا کرد به تهران مهاجرت کرد و در سال ۱۳۱۶ وارد دنیای بزرگ مطبوعات ایران شد. در بدو ورودش به تهران در روزنامه ستاره به مدیرمسئولی احمد ملکی مشغول به کار شد و در مدت کوتاهی مورد توجه پیش‌کسوتان روزنامه‌نگاری قرار گرفت.
حسین فاطمی در ۲۱ سالگی اولین درگیری با شهربانی را در پی سوءظنی که شهربانی به مقاله «ای کبوترها» ی او پیدا کرد تجربه کرد. بعد به اصفهان بازگشت و سردبیر روزنامه «باختر» شد. در اصفهان در مقاله‌ای نمایندگان مجلس را به‌دلیل عملکرد ضعیفشان عروسک‌های خیمه‌شب‌بازی خواند و به همین سبب زندانی شد. با اشغال ایران از سوی متفقین، رفتن رضاشاه، حسین فاطمی نیز آزاد شد. پس از شهریور ۲۰ با بازشدن فضای سیاسی حسین فاطمی اولین فعالیت آشکار سیاسی خود را در اصفهان آغاز کرد. مجلس بزرگداشتی برای سید حسن مدرس در مجلس نوی اصفهان برگزار کرد و برای اولین‌بار مدرس را «شهید» خواند، در این زمان محمدعلی فروغی، نخست‌وزیر ایران طرحی با عنوان «پیمان سه‌جانبه» برای خارج‌کردن ایران از وضعیت اشغال و تبدیل آن به اتحاد با دولت‌های متفق پیشنهاد داد. افکار عمومی ایران با این طرح مخالف بود و آن را قرارداد دوستی با دشمن اشغالگر می‌دانست؛ حسین فاطمی در روزنامه «باختر» مقاله‌ای تند علیه قرارداد منتشر کرد و فروغی را عامل خارجی و دشمن ملت ایران خواند. در پی انتشار این مقاله روزنامه «باختر» توقیف و فاطمی بازداشت شد.
فاطمی پس از آزادی از زندان تصمیم می‌گیرد روزنامه «باختر» را به تهران منتقل کند و با کمک همفکرانش مخالفت با کابینه فروغی را ادامه دهد شماره اول «باختر» در ۱۴ تیر ۱۳۲۱ در زمان دولت اول علی سهیلی، منتشر می‌شود، فاطمی در این شماره در سرمقاله‌ای با عنوان «خدا، ایران، آزادی» به شرایط دوران جنگ جهانی دوم و اهمیت حضور همه طبقات به‌ویژه «پابرهنه‌ها» در صحنه سیاسی می‌پردازد
آشنایی با محمد مسعود، مطرح‌ترین روزنامه‌نگار ایران پس از شهریور ۲۰، تأثیر زیادی در گام‌های بعدی فاطمی گذاشت. در دهه ۲۰ «باختر» سرسخت‌ترین منتقد حکومت پهلوی بود و حملات تند فاطمی به پهلوی‌ها تا ۱۲ سال بعد ادامه یافت.

## تحصیلات
فاطمی تحصیلات دبستانی خود را در نائین و دیپلم خود را در کالج استوارت اصفهان اخذ کرد. وی سپس برای ادامه تحصیلات به فرانسه رفت و تا مقطع دکترای حقوق در فرانسه ادامه تحصیل داد.
او نخستین روزنامه‌نگار ایرانی است که در خارج از ایران، لیسانس روزنامه‌نگاری دریافت کرده است.
او همچنین دیپلم مدرسه مطالعات عالی بین‌المللی، دیپلم مدرسه مطالعات عالی اجتماعی، دیپلم مدرسه اجتماعی را نیز در این مدت کسب کرد.

## فعالیت‌های سیاسی

حسین فاطمی در کنار محمد مصدق. مصدق، فاطمی را پسر سوم خود می‌نامید.

در تیرماه ۱۳۲۲، جبهه مطبوعاتی «آزادی» از سوی گروهی از نشریات میانه‌رو و چپ شکل گرفت، حسین فاطمی نیز با وجود اختلاف‌نظری که با حزب توده داشت به این جبهه پیوست، در ابتدا مشی جبهه دفاع از مشروطیت، قانون اساسی و تقویت قوای ملی در برابر بیگانگان بود، در سال ۱۳۲۳ بر سر تقاضای اتحاد جماهیر شوروی از نفت شمال، بین حسین فاطمی و اعضای توده‌ای جبهه اختلاف‌نظر شدید به وجود آمد، فاطمی از جبهه جدا شد و از آن تاریخ روزنامه‌های حزب توده تا سال‌ها به فاطمی و برادرش سیف‌پور می‌تاختند. در پاییز ۱۳۲۳ جبهه مطبوعاتی «استقلال» به تحریک سیدضیاءالدین طباطبایی تشکیل شد، هدف این جبهه مبارزه با حزب توده و اتحاد جماهیر شوروی اعلام شد و حسین فاطمی همراه با ۲۹ مدیر روزنامه دیگر به آن پیوست. پس از مدتی جبهه «استقلال» از تب‌وتاب افتاد و تناقضات برنامه‌های سیدضیاء آشکار شد و فاطمی از جبهه جدا و به یکی از منتقدان سیدضیاء تبدیل شد.
در آبان‌ماه ۱۳۲۳ بحران نفتی در ایران پدید آمد، مجلس چهاردهم برقرار شد و محمد مصدق به‌عنوان نماینده اول مردم تهران وارد مجلس شد. مجلس چهاردهم کانون حمله شدید علیه شاه بود. حسین فاطمی با دقت تحرکات درون مجلس را پیگیری می‌کرد و در این میان معتقد بود از میان رجال موجود تنها محمد مصدق و احمد قوام می‌توانند رسالت تاریخی خود را برای حفظ کشور ایفا کنند؛ مصدق را به‌عنوان کسی که بیمی از قدرت و امیدی به زر نداشت و قوام را به‌عنوان چهره‌ای وطن‌پرست که نمی‌تواند منافع ملی را نادیده بگیرد می‌شناخت، ازاین‌رو با همکاری ناصر یمین مردوخی کردستانی و روزنامه «باختر» حامی دولت اول و دوم قوام بود.
در مجلس چهاردهم برای مقابله با فشار شوروی برای گرفتن امتیاز نفت شمال ایران، محمد مصدق طرحی قانونی را به تصویب رساند که دولت از مذاکره دربارهٔ امتیاز نفت تا زمانی که نیروهای خارجی در ایران هستند منع می‌شد در این میان هم‌راهی و هم‌نظری ناخودآگاه حسین فاطمی و محمد مصدق به‌تدریج شکل می‌گرفت. با این حال مصدق در سال‌های ۱۳۲۰–۱۳۲۴ برخلاف فاطمی از سیاست «موازنه مثبت» قوام انتقاد می‌کرد، مصدق سیاست «موازنه منفی» را طرح کرد و اساس آن این بود که دولت به هیچ‌کدام از خواستاران امتیاز اعم از انگلیس، آمریکا و شوروی امتیاز جدیدی ندهد.
در سال ۱۳۲۴، با پایان مجلس چهاردهم، فاطمی جهت ادامه تحصیل به فرانسه رفت. وی در پاریس به فعالیت‌های سیاسی و مطبوعاتی خود ادامه داد و پس از سه سال و اندی با دریافت مدارک دیپلم مدرسه مطالعات عالی بین‌المللی، دیپلم مدرسه روزنامه‌نگاری، دیپلم مدرسه مطالعات عالی اجتماعی، دیپلم مدرسه اجتماعی و کسب مدرک دکترا در سال ۱۳۲۷ به ایران بازگشت.
در سال ۱۳۲۷ ترور نافرجام محمدرضاشاه در دانشگاه تهران رخ داد و فاطمی به همراه ناصر نجمی میتینگی در میدان بهارستان ترتیب دادند که در آن محمد مصدق خواستار تشکیل یک جبهه واحد برای تداوم‌بخشیدن به مبارزات آگاهانه مردم شد، همه این شرایط به علاوه سابقه حملات قلمی فاطمی به شاه در روزنامه «باختر» برای فعالیت مطبوعاتی او موانعی ایجاد کرد، بااین‌حال شماره اول روزنامه «باختر امروز» در هشتم مرداد ۱۳۲۸ منتشر شد.
در جریان انتخابات مجلس شانزدهم، مصدق چند روز پیش از شروع انتخابات از مدیران جراید ازجمله حسین فاطمی دعوت کرد تا جراید خود را در اختیار مردم بگذارند و از سلامت انتخابات مجلس شانزدهم دفاع کنند، از این تاریخ همراهی وفادارانه فاطمی با مصدق آغاز شد. هیئت هفت‌نفره مدیران جراید به همراه مصدق تصمیم گرفتند برای روشنگری و همراهی افکار عمومی با خود دست به تحصن بزنند. تحصن یک روز پیش از سفر شاه به آمریکا صورت گرفت و خبر آن در جراید اصلاح‌طلب کشور منتشر شد، فاطمی در اول آبان ۱۳۲۸ به گروه متحصنین که در منزل مصدق گرد آمده بودند پیشنهاد می‌دهد که جبهه واحدی را تشکیل داده و عنوان جبهه ملی ایران را پیشنهاد می‌کند و به این ترتیب پایه‌های ایجاد سازمان جدیدی را بنا می‌گذارد. به پیشنهاد فاطمی روزنامه باختر امروز ارگان جبهه ملی شناخته می‌شود و چند روز بعد اساسنامه و برنامه کار جبهه ملی اعلام شده و در ۱۰ آبان ۱۳۲۸ رسماً جبهه ملی ایران اعلام موجودیت می‌کند.
پس از چند روزی که از تشکیل جبهه ملی می‌گذرد کمسیون تبلیغات در جبهه ملی با همکاری فاطمی، مظفر بقائی، ابوالحسن حائری زاده، عبدالقدیر آزاد، حسین مکی، خلیل ملکی و عباس خلیلی تشکیل و آیین‌نامه این کمسیون را نوشته و به این ترتیب نوعی هماهنگی در میان روزنامه‌های طرفدار به وجود می‌آورد.
با تلاش‌های جبهه ملی هشت نفر از اعضا به مجلس شانزدهم راه یافتند و مصدق نماینده اول تهران شد. در پاییز سال ۱۳۲۹ مبارزات برای تصویب قانون ملی شدن صنعت نفت به اوج خود رسید، فاطمی در «باختر امروز» مقالات تندی علیه مخالفان طرح ازجمله نخست‌وزیر رزم‌آرا نوشت و در آذرماه همراه ناصر یمین مردوخی کردستانی دستگیر شد، اما با اعتراض مردم بعد از سه روز هر دو آزاد شدند.

## دولت مصدق

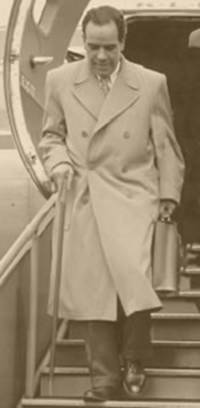
حسین فاطمی پس از بازگشت از پاریس

در ۲۹ اسفند ۱۳۲۹ طرح ملی‌شدن صنعت نفت ایران به تصویب مجلس شانزدهم رسید. هم‌زمان در مجلس پیشنهاد نخست‌وزیری مصدق مطرح شد، مصدق موافقت خود را اعلام کرد و اجرای قانون ملی‌شدن صنعت نفت را در رأس برنامه‌های خود قرار داد، در ۱۲ اردیبهشت ۱۳۳۰ مصدق اعضای کابینه خود را به مجلس معرفی کرد، حسین فاطمی را نیز در ۳۰ اردیبهشت ۱۳۳۰ به‌عنوان معاون سیاسی و پارلمانی خود معرفی کرد. انتخاب فاطمی برای این سمت ابتدا با مخالفت مجلس مواجه شد اما با دفاعیات فاطمی و مصدق سرانجام مجلس به فاطمی رأی اعتماد داد.
فاطمی به‌عنوان سخنگوی دولت هر روز کنفرانس مطبوعاتی داشت و همچنین سرمقاله‌های «باختر امروز» را می‌نوشت تا از تشنجات ناشی از اخبار غیرموثق و شایعات جلوگیری کند، پس از تصویب قانون ملی شدن صنعت نفت ایران، شرکت نفت ایران و انگلیس از دولت مصدق نزد دادگاه بین‌المللی لاهه شکایت کرد. مقابله عملی و قلمی فاطمی در برابر فشار انگلیس در فضای بین‌المللی ادامه داشت. فاطمی برای پیشبرد اهداف جبهه ملی از مقام معاونت سیاسی مصدق استعفا داد و در انتخابات مجلس هفدهم کاندیدای نمایندگی از تهران شد تا بتواند در مجلس بازوی حمایتی قوی‌تری برای مصدق باشد، فاطمی رأی آورد اما در تاریخ ۲۳ بهمن ۱۳۳۰ ترور شد و به دلیل بستری‌شدن در بیمارستان نجمیه عملاً نتوانست در مجلس فعالیت خاصی انجام بدهد.

## ترور نافرجام

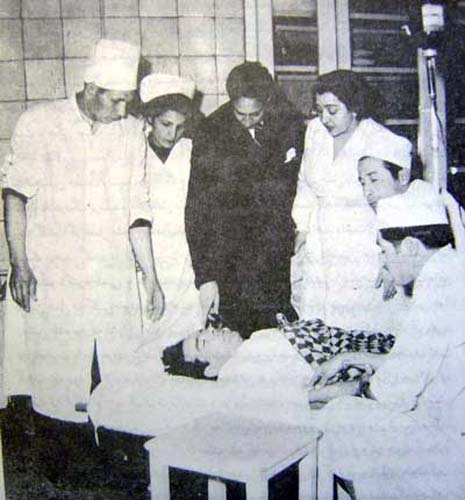
روی تخت بیمارستان پس از ترور نافرجام (۲۵ بهمن ۱۳۳۰)

در ۲۵ بهمن ۱۳۳۰ فاطمی که نماینده مردم تهران نیز بود در حین سخنرانی بر مزار محمد مسعود مدیر روزنامه مرد امروز (واقع در گورستان ظهیرالدوله) توسط محمدمهدی عبدخدایی نوجوان ۱۵ ساله و عضو جمعیت فدائیان اسلام و به دستور سید عبدالحسین واحدی، نایب نواب صفوی، ترور شد که نافرجام ماند و گلوله به قلب او آسیبی نرساند.
محمدمهدی عبدخدایی دربارهٔ این ترور می‌گوید:
به محض این که ماشه اسلحه را کشیدم، اسلحه را بر زمین انداختم. در آن زمان آقای عباس گودرزی نامی بود که در تجریش جگر می‌فروخت و بهش می‌گفتند «عباس جیگرکی» که خم می‌شود و اسلحه را برمی‌دارد که مردم به سمتش هجوم می‌برند و او را می‌زنند. من در تمام این صحنه‌ها حاضر بودم چون کسی باورش نمی‌شد که یک نوجوان ۱۵ ساله با کلت کمری دکتر فاطمی را زده‌باشد. … ایستادم و تکبیر گفتم. پس از این بود که جمعیت به طرف من برگشتند.

حسین فاطمی در مورد ترور خود چنین می‌گوید :
 «برای جامعه و ملتی که می‌خواهد زنجیرهای گران بندگی و غلامی را پاره کند، این‌طور رنج‌ها و جان سپردنها و قربانی دادن‌ها باید امری عادی و بسیار ساده تلقی شود. تنها آتش مقدسی که باید در کانون سینهٔ هر جوان ایرانی برای همیشه زبانه بکشد این آرزو و آرمان بزرگ و پاک است که جان خود را در راه رهایی جامعه و نجات ملت خود از چنگال استعمار و فقر و بدبختی و ظلم و جور بگذارد»
پریوش سطوتی در رابطه با طرحهای ترور همسرش حسین فاطمی می‌گوید: در سالگرد ترور محمد مسعود، او و فاطمی تازه ازدواج کرده‌بودند. فاطمی به او گفته‌بود برای شرکت در مراسم تشییع محمد مسعود بر سر مزار او به شمیران برود. بر سر مزار مسعود، نوجوانی ۱۵ ساله به نام محمدمهدی عبدخدایی که به جمعیت فدائیان اسلام وابستگی داشت با هفت تیر به فاطمی شلیک می‌کند و چند تیر به قلب و طحال فاطمی اصابت می‌کند و از همان‌جا به بیمارستان نجمیه منتقل می‌شود. فاطمی در راه بیمارستان به همراهانش گفته بود که ماجرا به همسرش گفته نشود، در حالی که رادیو در همان روز و در همان موقع، خبر را اعلام کرده بود.

## وزارت خارجه و کودتا
در مهرماه ۱۳۳۱ و در کابینه دوم محمد مصدق مذاکرات دولت با انگلیس پس از ۱۹ ماه به بن‌بست رسید و با تصویب هیئت وزیران قطع رابطه سیاسی ایران با انگلیس عملی شد. فاطمی در مهر سال ۱۳۳۱ با استعفای وزیر خارجه وقت به سمت وزیر امور خارجه دولت مصدق منصوب شد و به‌دنبال کشف مدارک جاسوسی انگلیس بلافاصله سفارتخانه انگلیس را در اول بهمن تعطیل و کارمندان آن را اخراج کرد. فاطمی می‌نویسد: «... ملتی که روزی پرچم دار علم و فرهنگ و صنعت جهان بود… ملتی که راست بود، دوست بود، شعارش پندار نیک، گفتار نیک و کردار نیک بود یک چنین ملتی را یکصد سال استعمار کوشید خرد کند…». وی طی ده ماه بعد از انتصاب یکی از کلیدی‌ترین وزیران کابینه مصدق و تندروترین مخالف استعمار انگلیس و سلطنت بود.
او در جریان نهضت ملی شدن نفت از همکاران نزدیک مصدق بود. به گفته مصدق، او نخستین کسی بود که پیشنهاد ملی شدن صنعت نفت در سراسر ایران را ارائه داد.
با انحلال مجلس در تیرماه زمینه برای کودتا فراهم شد و در شب ۲۴ مرداد ۱۳۳۲ کودتای نظامی توسط افسران و گارد شاهنشاهی اجرا شد، در همان شب حسین فاطمی دستگیر شد و در نیمه شب فرمان عزل مصدق و نصب زاهدی در مقام نخست‌وزیری به مصدق ابلاغ شد اما مصدق، نصیری و سربازان گارد سلطنتی را توقیف کرد و در پی آن شاه کشور را به قصد بغداد ترک کرد، حسین فاطمی همان شب آزاد شد و در سه روز منتهی به کودتا در مقالات تندش مخالفت صریح و قطعی خود را با شاه اعلام کرد و با قاطعیت از حذف شاه و خاندان پهلوی نوشت. در صبح روز ۲۸ مرداد ۱۳۳۲ گروهی از اراذل و اوباش دفتر روزنامه «باختر امروز» را تخریب کردند. کودتاچیان پیروز مأموریت داشتند که هرجا فاطمی را دیدند، بکشند. دوره سخت اختفای فاطمی از ۲۸ مرداد تا ۶ اسفند ۱۳۳۲ طول کشید.
فاطمی در زمان دادرسی و در ساعت ۲ بعدازظهر روز ۲۲ اسفند سال ۱۳۳۲ در حضور رئیس کل شهربانی سپهبد مهدیقلی علوی مقدم، تیمسار بختیار و سرتیپ نصیری فرمانده گارد شاهنشاهی، هنگام خروج فاطمی از ساختمان کاخ شهربانی در خیابان ملل متحد، که فرمانداری نظامی نیز در آن مستقر بود، مورد حمله گروه «جمعیت جوانمردان جانباز» به سرکردگی شعبان جعفری معروف به (بی‌مخ) و همکاری اکبر گیلیکه‌ای و دیگران قرار می‌گیرد. خواهر وی سلطنت فاطمی که در آنجا حضور داشت سپر بلا شده، خود را روی برادرش می‌اندازد. ضاربین ۸ ضربه چاقو به ریه و سینه فاطمی و ۱۱ ضربه به او وارد می‌کنند.

## دستگیری

هنگام دستگیری در کنار تیمسار تیمور بختیار (نشسته)

حسین فاطمی پس از کودتای ۲۸ مرداد نزد دوستانش و با کمک کیانوری در خانه دکتر محسنی که با حزب توده در ارتباط بود مخفی شد تا روز ۶ اسفند که دستگیر شد.
پریوش سطوتی همسر فاطمی در مورد نحوه دستگیری همسرش در اسفند سال ۱۳۳۲ می‌گوید:
 «دکتر فاطمی بعد از ۲۸ مرداد، دو الی سه ماه در منزل یکی از نزدیک‌ترین دوستانم مخفی بود. پس از گذشت چند ماه به منزل دکتر محسنی که داروساز بود رفت و تا زمان دستگیری در آنجا سکونت داشت. در آن زمان رژیم شاه در تمام مناطق تهران به دنبال فاطمی بود و جایزه زیادی را برای سر دکتر تعیین کرده بود. یکی از خدمه‌های خانه دکتر محسنی خبر مخفی بودن فاطمی در آن خانه را به بیرون منتقل کرد و ساواک به آن خانه ریخت و فاطمی را دستگیر کرد. ارتشبد نصیری بلافاصله پس از دستگیری فاطمی، با ماشین وی را به دم کاخ برد تا به شاه دستگیری فاطمی را اطلاع دهد.» 
همان ابتدای دستگیری فاطمی تصمیم گرفته می‌شود در حین دادرسی توسط یک حرکت به ظاهر خودجوش مردمی به دست شعبان جعفری و مریدانش به قتل برسد که وی و خواهرش مجروح و در بیمارستان بستری می‌شوند. فریدون مظاهر تهرانی شاهد این ماجرا می‌نویسد:
«ناگهان شعبان بی مخ و یارانش با چاقوهای برهنه به فاطمی حمله‌ور شده و ضرباتی چند وارد کردند. خانمی که بعداً فهمیدم خانم سلطنت فاطمی خواهر فاطمی است و از طریق خبر رادیو مطلع شده بود که برادرش را دستگیر کرده و به محل دفتر فرمانداری نظامی تهران که آن موقع در داخل کاخ شهربانی (ساختمان فعلی وزارت‌خارجه روبروی کتابخانه ملک) بود آورده‌اند خود را به آن محل رسانده که مصادف با حمله چاقوکشان به فاطمی شده و خود را سپر بلا کرده‌بود. حمله کنندگان شش ضربه به فاطمی و ۱۰، ۱۱ ضربه به خانم سلطنت فاطمی وارد کردند. فاطمی را درحالی که روی زمین افتاده بود و خون از بدنش جاری بود با همان جیپی که آورده‌بودند از محل دور کردند. در آن تاریخ رئیس کل شهربانی سپهبد مهدی‌قلی علوی مقدم، فرماندار نظامی تهران سرتیپ تیمور بختیار و فرمانده گارد شاهنشاهی سرتیپ نعمت‌الله نصیری (ارتشبد بعدی) بودند.»

## محاکمه و اعدام
فاطمی که به یک زندان نظامی منتقل شده بود، و همچنان مجروح بود متعاقباً با برانکارد به اتهام اقدام برای برکناری شاه و اقدام علیه سلطنت مشروطه به یک دادگاه نظامی برده شد. نامه‌های او که از زندان به بیرون برده شد، نشانگر روحیه ای تزلزل ناپذیر است. دفاع پرشور او فوراً باعث شد محاکمه غیرعلنی شود. در ۱۸ مهر ۱۳۳۳، پس از دوازده روز استماع فاطمی به مرگ با جوخه آتش محکوم شد؛ تجدیدنظر خواهی موفق نبود و او سرانجام در سحرگاه ۱۹ آبان ۱۳۳۳ اعدام شد. اشرف پهلوی در اعدام ایشان اصرار زیادی می‌ورزید و نهایتاً در قبرستان ابن بابویه شهر ری در کنار کشتگان قیام ۳۰ تیر به خاک سپرده شد.
سیف پور فاطمی، برادر حسین فاطمی در خصوص نحوه اعدام وی می‌گوید «حسین را وقتی برای اعدام بردند که بسیار ناخوش احوال و بیمار بود. او را برای اجرای حکم با برانکارد و در حال تب بردند و نعمت‌الله نصیری و تیمور بختیار با شلیک سه گلوله او را از بین بردند».
پریوش سطوتی همسر فاطمی دربارهٔ اعدام او می‌گوید: «۱۰ روز قبل از این‌که حکم دکتر اجرا شود، در جریان حکم اعدام بودیم، این احتمال را نیز می‌دادیم که ممکن است دکتر عفو شود، در آن زمان آقای جمال امامی ـ که وکیل مجلس و فرد بانفوذی بود، گرچه در مجلس نیز با دکتر اختلاف نظر داشت ـ به دیدن شاه رفته بود و از شاه خواسته بود که این کار را نکند و گفته بود فاطمی بیمار است و چندین عمل بر روی طحال و قلب خود انجام داده است، ولی شاه توجه‌ای نکرده بود و این حکم اجرا شد.»
آیت الله سید رضا زنجانی تلاش بسیاری برای جلوگیری از اعدام فاطمی می‌کند و حتی از سید حسین طباطبایی بروجردی هم کمک می‌خواهد و بروجردی در پاسخ او چنین می‌گوید: «انگلیسیها از او کینه به دل دارند، شاه هم ضعیف است و کاری نمی‌شود کرد.»

### اظهارات دربارهٔ اعدام
سام فال(Sir Sam Falle) دبیر شرقی سفارت انگلیس در تهران در زمان کودتا می‌نویسد «... اعدام بی رحمانه، صرفنظر از غیرانسانی بودن آن، ممکن است در مورد مصدق عاقلانه نباشد ولی شاید برای فاطمی، اگر دستگیر شود، بهترین راه حل باشد. تا زمانی که اینگونه افراد زنده هستند و در ایران به سر می‌برند، همیشه خطر ضد کودتا وجود دارد، شدت عمل ضروری است…»
کرمیت روزولت در اول شهریور پس از کودتا به ایران می‌رود و می‌گوید: «پس از برگزاری تشریفات، شاه به من اشاره کرد و اولین عبارتی که با لحن رسمی ادا کرد این بود: «من تختم را مدیون خدا و ملتم و ارتشم و شما هستم» … و «روزولت» موضوع سرنوشت مصدق و دیگر رهبران جبههٔ ملی را عنوان می‌کند و از محمدرضا شاه می‌پرسد: «میل دارم بدانم در مورد مصدق، ریاحی و دیگران، که علیه شما توطئه کرده‌اند، چه فکری کرده‌اید؟» شاه می‌گوید: «در این مورد زیاد فکر کرده‌ام. مصدق محاکمه می‌شود. (در این موقع لب‌های شاه می‌لرزید) و به سه سال محکوم خواهد گشت … ریاحی نیز مجازات مشابهی دارد؛ ولی یک استثناء وجود دارد و آن، حسین فاطمی است. او هنوز دستگیر نشده ولی به زودی او را پیدا می‌کنند. فاطمی، بیش ازهمه ناسزاگویی کرد. هم او بود که توده‌ای‌ها را واداشت مجسمه‌های من و پدرم را سرنگون و خرد کنند. او، پس از دستگیری، اعدام خواهد شد.»

### خاکسپاری

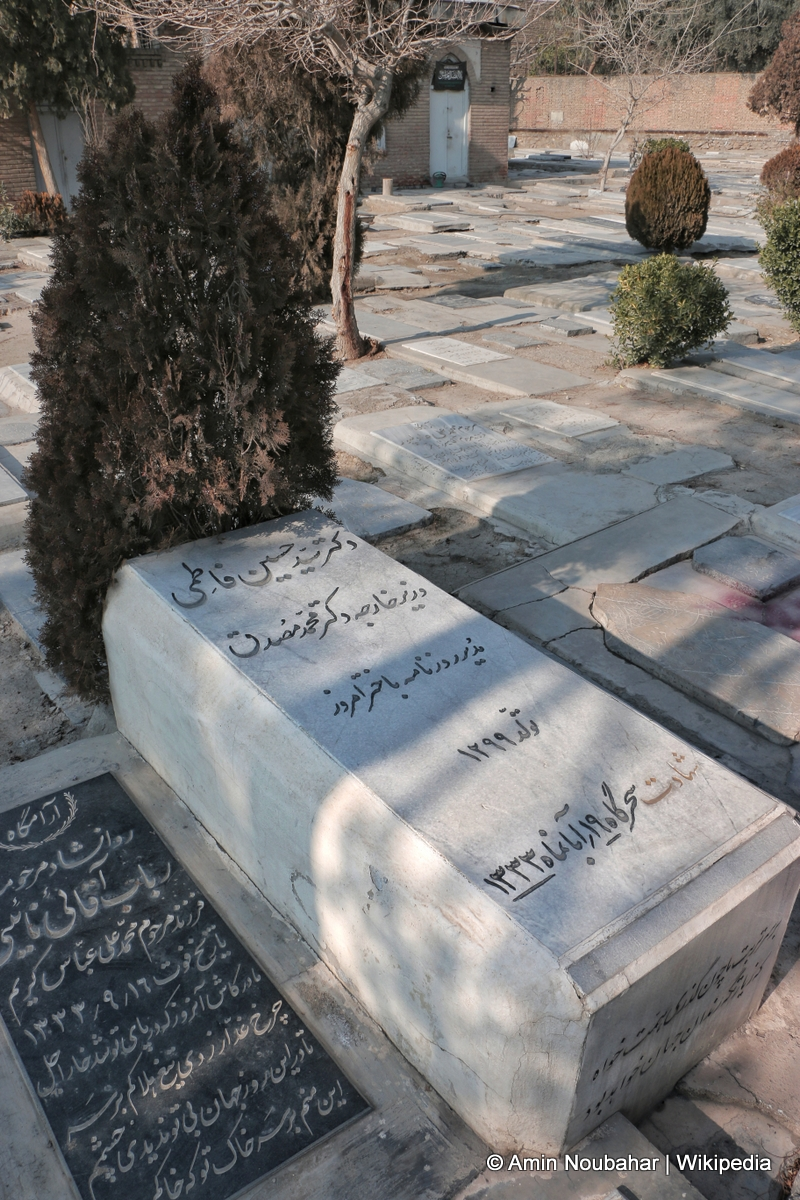
قبر دکتر حسین فاطمی در گورستان ابن بابویه - دی ۱۴۰۱

پریوش سطوتی در اشاره به روزی که فاطمی را اعدام کردند، گفت: «آن روز همه داغدار بودند، دانشجویان، محصلین، همه ناراحت و عزادار بودند. در آن موقع جنازه فاطمی را نیز به خانواده او نمی‌دادند و خواهر ایشان سلطنت فاطمی با زحمت زیاد توانسته جنازه را بگیرد و با تاکسی منتقل کند». به عقیده همسر فاطمی سلطنت فاطمی خواهر وی، بیش از هر کس دیگری برای برادرش فداکاری کرده است. پریوش سطوتی گفت که فاطمی را در ساختمان زرهی ارتش تیرباران کرده بودند و خواهر ایشان با جسارت تمام توانسته بود، جنازه فاطمی را پس بگیرد، در روزی هم که فاطمی را در ابن بابویه به خاک می‌سپردند، وی سخنرانی غرایی کرد و رژیم پهلوی را زیر سؤال برد، نظامیانی هم که در آن‌جا بودند گریه می‌کردند.

## اندیشه‌ها
مصدق و دیگر همکارانش او را به خاطر «وفاداری و صداقت» ، «شجاعت و صراحت»  و نقش «حیاتی» او در جنبش ملی می ستودند. فاطمی که باور بر این است نفوذ قابل توجهی بر مصدق داشته، در گزارش سفارت آمریکا «عملاً یک خود دیگر نخست وزیر» خوانده شد. او اندیشه های جمهوریخواهانه داشت و به طور فزاینده ای از نفوذ دربار متنفر بود. او به همان میزان در برابر  به آنچه مداخله نامناسب خارجی ها در امور ایران می دانست ناشکیبا بود.  
 
 
فاطمی قبل از اعدام گفته بود: 
«ما سه سال در این کشور حکومت کردیم و یک نفر از مخالفان خود را نکشتیم برای آنکه ما نیامده بودیم برادرکشی کنیم ما برای آن قیام کردیم که ایران را متحد کرده و دست خارجی را از کشور کوتاه کرده و معتقد بودیم اگر در گذشته بعضی از هم وطنان ما در اثر فشار اجانب تحت نفوذ آن‌ها قرار گرفته‌اند و منویات آن‌ها را اجرا کرده‌اند، بعد از آنکه به نهضت استقلال نائل شدیم رویه سابق را ترک خواهند گفت ولی افسوس که عاقبت گرگ زاده گرگ شود.»

این در حالیست که فاطمی یکی از مدافعان ترور رزم آرا، بوده و تمام تلاش خود را برای تبرئه و آزادی خلیل طهماسبی انجام داد. فاطمی در تمجید از طهماسبی گفته‌بود: 
دست توانای یک مرد مجاهد و فداکار [خلیل طهماسبی] طومار خیانت یک فرزند ناخلف وطن [رزم آرا] را درهم پیچید؛ و نقشه‌های مضر و خطرناک اورا در دل خاک مدفون ساخت. گلولهٔ خلیل طهماسبی که دنبالهٔ تیر سیدحسین امامی شهید بود؛ این اثر را در ایران و در دنیا باقی گذاشت؛ که اگر اجنبی غارتگر بخواهد از راه دیکتاتورتراشی؛ نفوذ ننگین و شرم آور خویش را به ملت ما تحمیل کند؛ جوانان فداکار و مبارز به قیمت خون خود حاضر به شستن لکه‌های بدنامی وطن خواهند بود.

مصدق بعد از مرگ وی چنین گفت:
«اگر ملی شدن نفت خدمت بزرگی است از آن کسی که اول این پیشنهاد را نمود باید سپاسگزاری کرد و آن کس شهید راه وطن دکتر حسین فاطمی است. در تمام مدت همکاری با این جانب حتی یک ترک اولی هم از آن بزرگوار دیده‌نشد.»

پریوش سطوتی دربارهٔ اندیشه‌های فاطمی می‌گوید: «او به زنان احترام ویژه‌ای می‌گذاشت، برای او زن و مرد تفاوتی نمی‌کرد. معتقد بود که آن‌ها حقوق مساوی هستند و حتی بعضاً می‌گفت زنان باهوشتر از آقایان هستند. با آن‌که در یک خانواده روحانی و سنتی بزرگ شده‌بود، طرفدار آزادی بودند. به خانم‌ها احترام می‌گذاشت، خبرنگاران خانم زیادی می‌آمدند و با او مصاحبه می‌کردند. او به تساوی و حقوق زن و مرد اعتقاد داشت».

## یادواره
خیابان فاطمی در شهر تهران به یادبود وی نام‌گذاری شده است. میدان فاطمی پس از انتقال ساختمان وزارت (وقت) جهاد سازندگی به این خیابان، به میدان جهاد تغییر نام داد.
خیابان فرح در شهر کرمانشاه پس از انقلاب به یادبود وی به خیابان فاطمی تغییر نام داده شد.
خیابان فاطمی در شهر اصفهان به یادبود وی نامگذاری شد؛ اما پس از اعتراض سازمان یافتهٔ اعضای بسیج و جمعی از انصار حزب‌الله به خیابان باهنر تغییر نام داد.
خیابان فاطمی در شهر بروجرد به یادبود وی نام‌گذاری شده است.
میدانی در شهرستان سبزوار برای مدتی به نام ایشان نام گذاری شده بود.
در اهواز نیز خیابانی در مناطق زیتون کارمندی و امانیه به نام دکتر فاطمی نام گذاری شد.
در اردبیل نیز بیمارستان شیر و خورشید پس از انقلاب به بیمارستان دکتر فاطمی تغییر نام یافت.

## نگارخانه

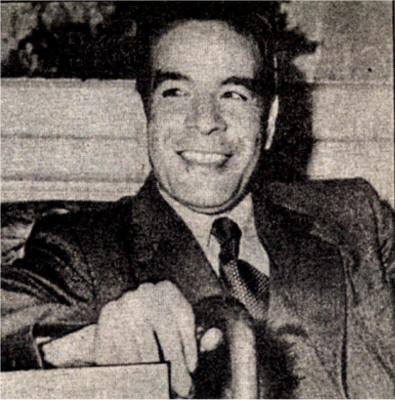
حسین فاطمی
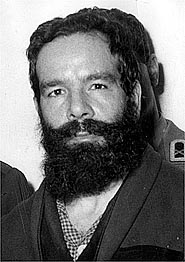
حسین فاطمی در هنگام دستگیری
حسین فاطمی در کنار مصدق